# Il mistero della donna scomparsa
Il mistero della donna scomparsa (Spoorloos) è un film del 1988 diretto da George Sluizer, con Bernard-Pierre Donnadieu, Johanna ter Steege e Gene Bervoets, adattamento del romanzo Het Gouden Ei ("l'uovo d'oro") di Tim Krabbé. La vicenda narrata si incentra su Rex e Saskia, giovane coppia olandese in vacanza in Francia. Dopo una sosta in una stazione di servizio la ragazza scompare; Rex la cercherà ossessivamente per tre lunghi anni. In Francia il film uscì con il titolo L'homme qui voulait savoir mentre il titolo internazionale è The Vanishing.

## Trama
Rex e Saskia sono una giovane coppia olandese in vacanza in Francia. Nel corso di una sosta in una stazione di servizio, la ragazza scompare misteriosamente per non fare più ritorno.
Rex, assolutamente convinto del fatto che si è trattato di un rapimento e non di una fuga volontaria, dedica i tre anni seguenti alla sua ricerca, non tanto nella ormai vana speranza di ritrovare la ragazza quanto per vedere finalmente svelato il mistero che lo ossessiona. Quando un ambiguo personaggio di nome Raymond si fa vivo promettendo di spiegare cosa sia accaduto a Saskia, Rex si lascia convincere a seguirlo, sapendo che si tratta della persona che cerca da anni. Nel finale Raymond porta Rex in un'area di sosta. Dopo una discussione, Raymond versa una tazza di caffè drogato a Rex e gli dice che l'unico modo per scoprire cosa è successo a Saskia è sperimentarlo di persona. Rex perde i sensi dopo aver bevuto il caffè e si risveglia sepolto vivo in una bara. L'ultima scena vede Raymond rilassarsi nella sua casa di campagna, circondato da moglie e figli. Un giornale, rimasto nell'auto di Raymond, riporta nel titolo la doppia scomparsa di Saskia e Rex.

## Accoglienza
Il film ricevette un'accoglienza entusiasta dalla critica statunitense nel 1990 e vinse inoltre il premio del pubblico e per la migliore sceneggiatura al Mystfest di Cattolica.

## Remake
Lo stesso Sluizer girò nel 1993 un remake hollywoodiano con Jeff Bridges, Sandra Bullock e Kiefer Sutherland.